# 安德烈·萨基
安德烈·萨基（Andrea Sacchi，1599年11月30日—1661年6月21日），是巴洛克盛期古典主义意大利画家，活跃于罗马。与他分享其艺术风格的一代人包括画家普桑、乔凡尼·巴蒂斯塔·帕塞里、雕塑家亚力山德罗·阿尔加迪和法朗西斯·杜克斯诺，以及专辑作者乔凡尼·百老瑞。

## 早期的训练
萨基生于罗马，他父亲是一个平凡的画家。根据传记作家乔万尼•彼得洛•百老瑞（同时也是萨基的朋友），安德烈最初在cavalier 德•阿皮诺的工作室。如百老瑞所言：因此，当他父亲一旦发现自己被儿子超越了再也没有勇气教育他，明智的将儿子送给阿皮诺教育，阿皮诺很高兴的将其带到学校，感知他的感性和快速的进步。萨基后来进入法朗西斯的工作室。他终生都在罗马。他的早期职业生涯深受红衣主教安东尼奥•巴贝里尼帮助，主教将罗马遣布会教堂和和巴贝里尼宫的艺术装饰交给了他。

## 成熟的风格
萨基是同时代的皮埃罗·达·科尔托纳的竞争对手，他研究拉斐尔的绘画并在很多作品中表现出人物和形象方面的影响。据说他曾到威尼斯和帕尔玛研究柯勒乔的作品。他的主要的两幅祭坛画作品如今陈列在梵蒂冈画廊。

## 与彼得洛·达·科尔托纳的争论
年轻时，萨基于1627-1629年在科尔托纳手下在福萨诺城堡的萨凯蒂别墅工作。但在罗马的艺术家会馆圣卢卡学院的一系列公共辩论中，他强烈批判科尔托纳。辩论双方表明了“古典”和“巴洛克”的差异，由谁来领导绘画艺术的风格，讨论工作的差异。
特别是，萨基提倡，既然独特的、个别的表情、姿态和活动需要指定一个组合形象，所以一幅画只能有少数几个人物。在一个拥挤的作品中，人物个性会被剥夺，从而掩盖了作品的特殊意义。在某种程度上，这也是对之前一代的艺术家如祖卡里（Zuccari）和科尔托纳作品中热衷于过量人群的反对。天真和团结是萨基的本质，他创作诗意画如同悲剧绘画。在反击辩论时，科尔托纳解释说，绘有很多人物的大画作就像史诗，可以发展出大量次主题。但对于萨基而言，拥有过多的装饰细节，包括人物混战，呈现出的效果更像墙纸而非集中叙事。萨基简单和集中理论的支持者中有他的朋友传记作家阿尔加迪和画家普桑。
萨基和阿尔巴尼，和其他人，也反对低级和风俗题材的艺术描述，诸如Bamboccianti，甚至是卡拉瓦乔。他们认为高等艺术应关注崇高的主题——圣经、神话，或古典古代史。
萨基基本都在罗马工作，有少数几个作品见于私人收藏。他有一所繁荣的学校：卡罗•马瑞特是一个年轻的合作者和学生，在马瑞特的大型工作室中，萨基偏好宏大气势的风格在罗马的圈子中被追随了几十年。但其他许多在他手下工作或受其影响的人包括Luigi garzi、弗朗西斯科•劳里、安德烈•卡玛斯、吉奥森托•吉米纳尼。萨基的非婚生儿子朱塞佩早逝。萨基1661年去世。

## 主要作品
- 位于罗马巴贝里尼宫的壁画《神的智慧》（divine wisdom）是萨基的代表作，作品灵感来自于梵蒂冈宫拉斐尔房间拉斐尔的作品《巴尔纳斯山》。
- 《三位玛利亚》（the three Magdalene）